# Arturo Francisco Maly
Arturo Francisco Maly (ur. 6 września 1939 w Buenos Aires, zm. 25 maja 2001 w Morteros w prowincji Córdoba) – argentyński aktor, znany w Polsce z telenowel Celeste (1991), Zbuntowany anioł (1998-1999) i Amor latino (2000).

## Filmografia
- 2001: Ciudad del sol jako Pułkownik
- 2000: Los Pintin al rescate jako Jorba Tarjat
- 2000: Amor latino jako Leandro Villegas
- 1999: Operación Fangio jako Ambasador Quintana
- 1998: Zbuntowany anioł (Muñeca brava) jako Federico Di Carlo
- 1997: Skradzione chwile (Momentos robados)
- 1996: El Último verano
- 1996: Promienne serce (Corazón iluminado)
- 1991: Celeste jako Bruno Rosetti
- 1987: The Stranger jako Ojciec
- 1985: Los Días de junio jako Jorge
- 1984: Noches sin lunas ni soles jako Rubio Páez
- 1983: No habrá más penas ni olvido jako Toto
- 1981: Tiempo de revancha jako Dr García Brown
- 1980: Andrea Celeste jako Carlos Irastua
- 1972: Los Hijos de Fierro

## Śmierć
Zmarł 25 maja 2001 w wieku 61 lat na atak serca w mieście Morteros, prowincji Córdoba.